# جيمس كارول (لاعب كريكت)
جيمس كارول (بالإنجليزية: James Carroll)‏ (18 مارس 1843 في المملكة المتحدة - 1 أبريل 1926) هو لاعب كريكت بريطاني (وحمل سابقاً جنسية المملكة المتحدة لبريطانيا العظمى وأيرلندا).

## وصلات خارجية
- جيمس كارول على موقع إي آس بي آن كريك إنفو (الإنجليزية)